# Fiołek przedziwny
Fiołek przedziwny (Viola mirabilis L.) – gatunek rośliny należący do rodziny fiołkowatych. Występuje w Azji i Europie. W Polsce dość pospolity, rośnie na niżu i w niższych położeniach górskich.

## Morfologia
PokrójRoślina trwała; wysokość 10–20 cm.
ŁodygaUlistniona, rzędowo owłosiona. Pod ziemią grube i zdrewniałe kłącze z brunatnoczerwonymi łuskami.
LiścieDuże, sercowate, krótko zaostrzone, spodem na nerwach z rzadka owłosione. Ogonki liściowe rzędowo owłosione. Przylistki duże, lancetowate, całobrzegie bez ząbków, górne brzegiem owłosione.
KwiatyPierwsze kwiaty wyrastają z kątów liści odziomkowych, późniejsze z łodygi. Są bladoniebieskie, o słabym zapachu, dolny płatek z ostrogą. Boczne płatki odstają w dół nie nakrywając górnego płatka. Szyjka słupka naga. Działki kielicha ostre.
OwoceNaga torebka.

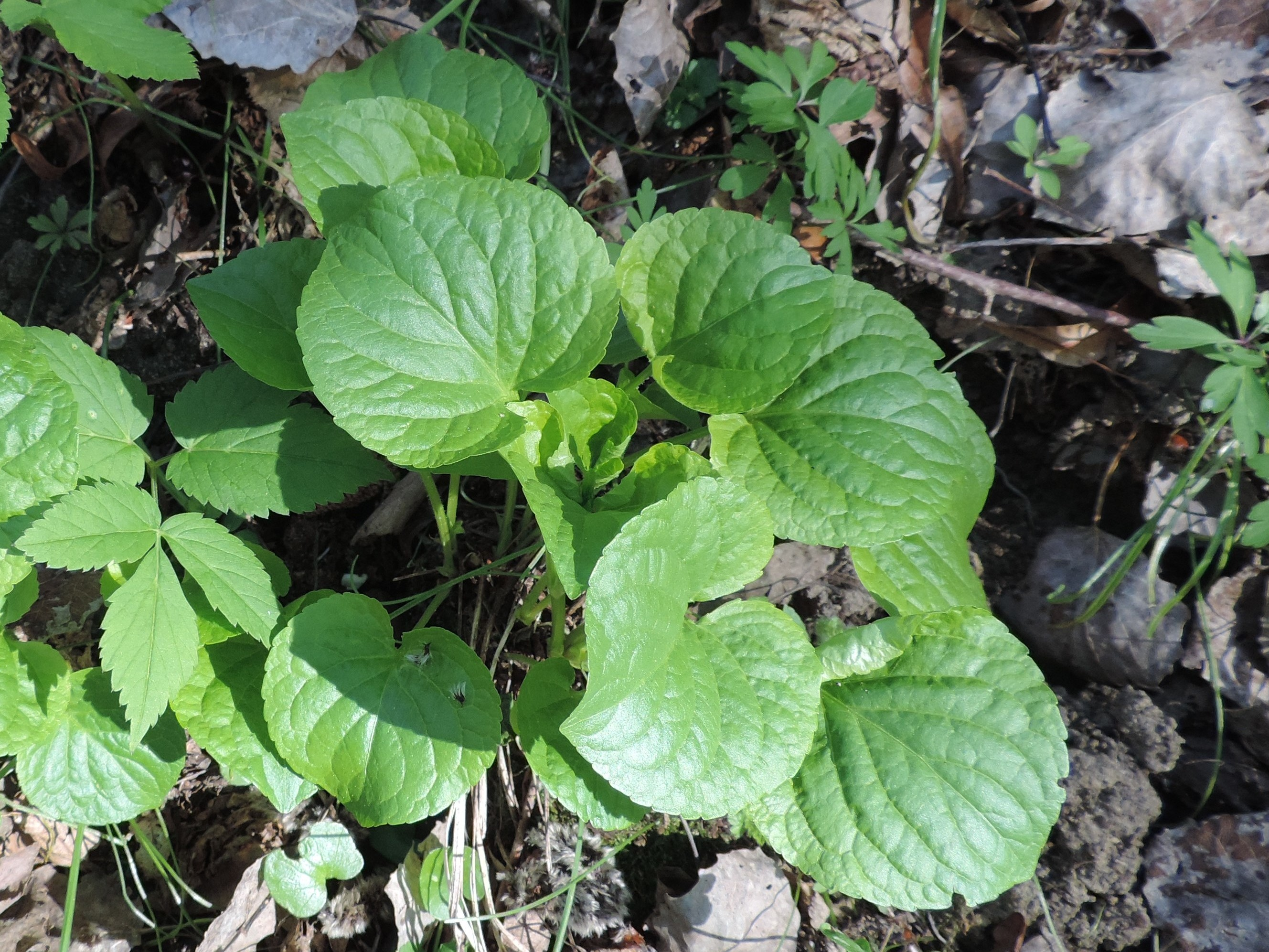
Liście
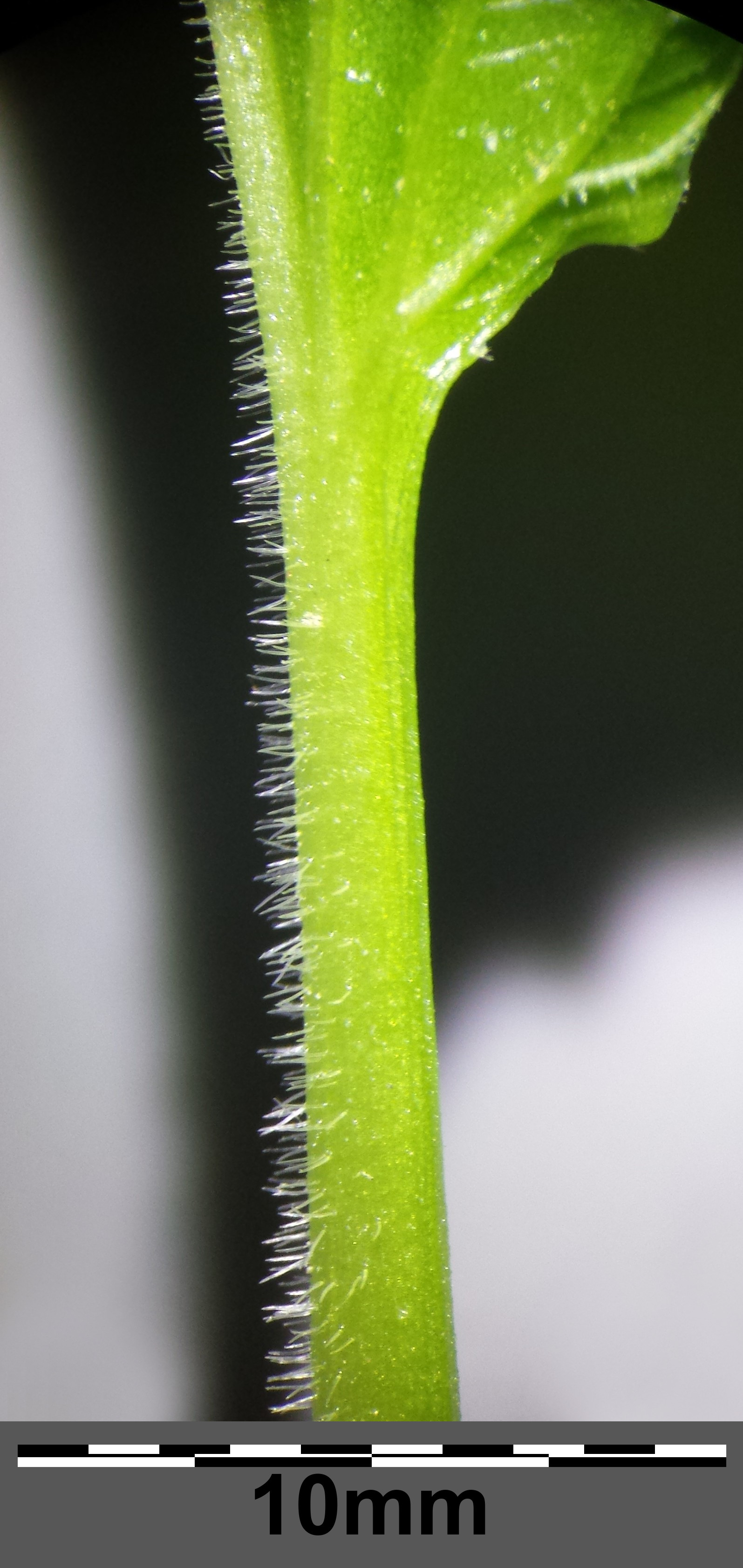
Ogonek liściowy
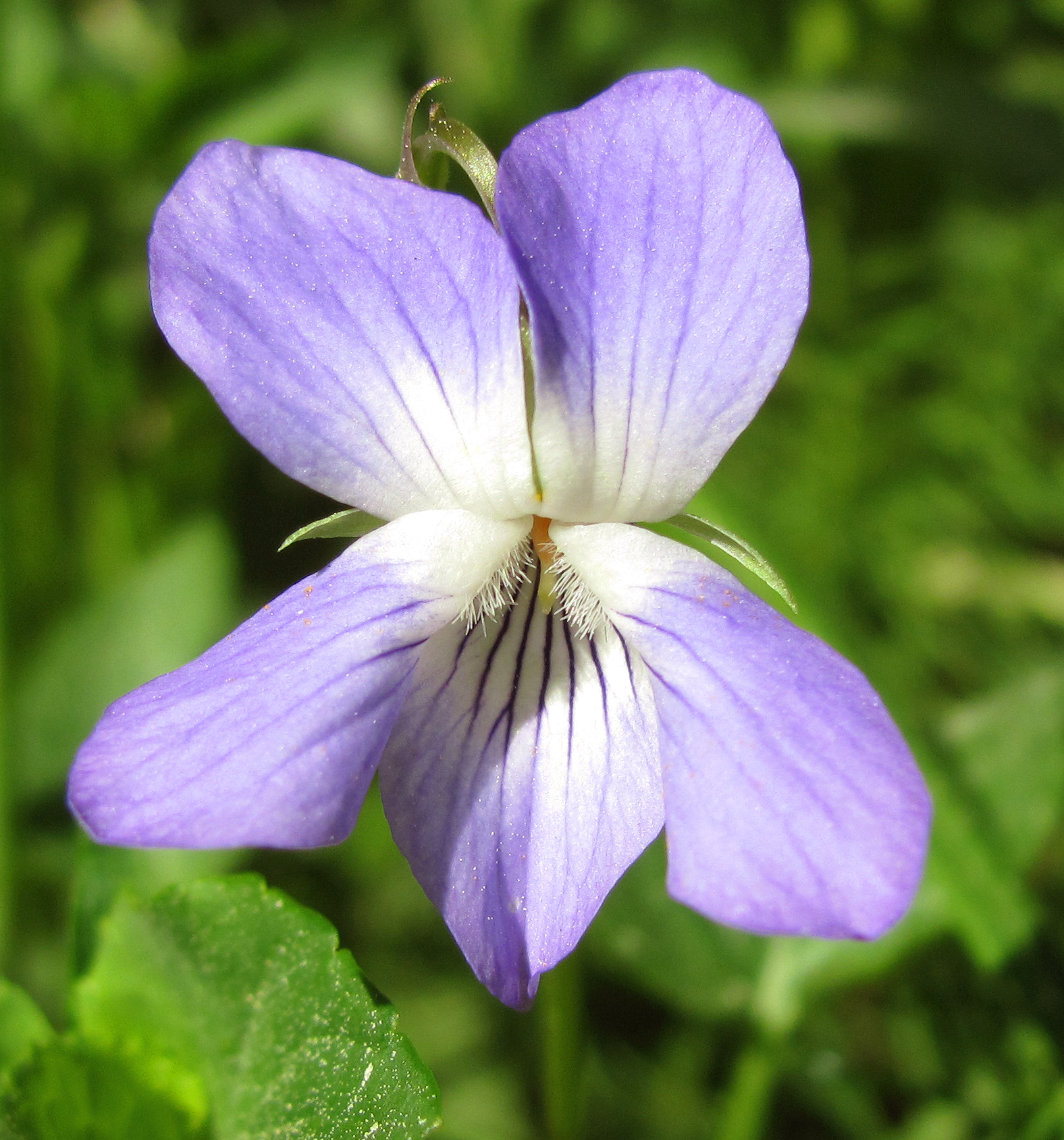
Kwiat
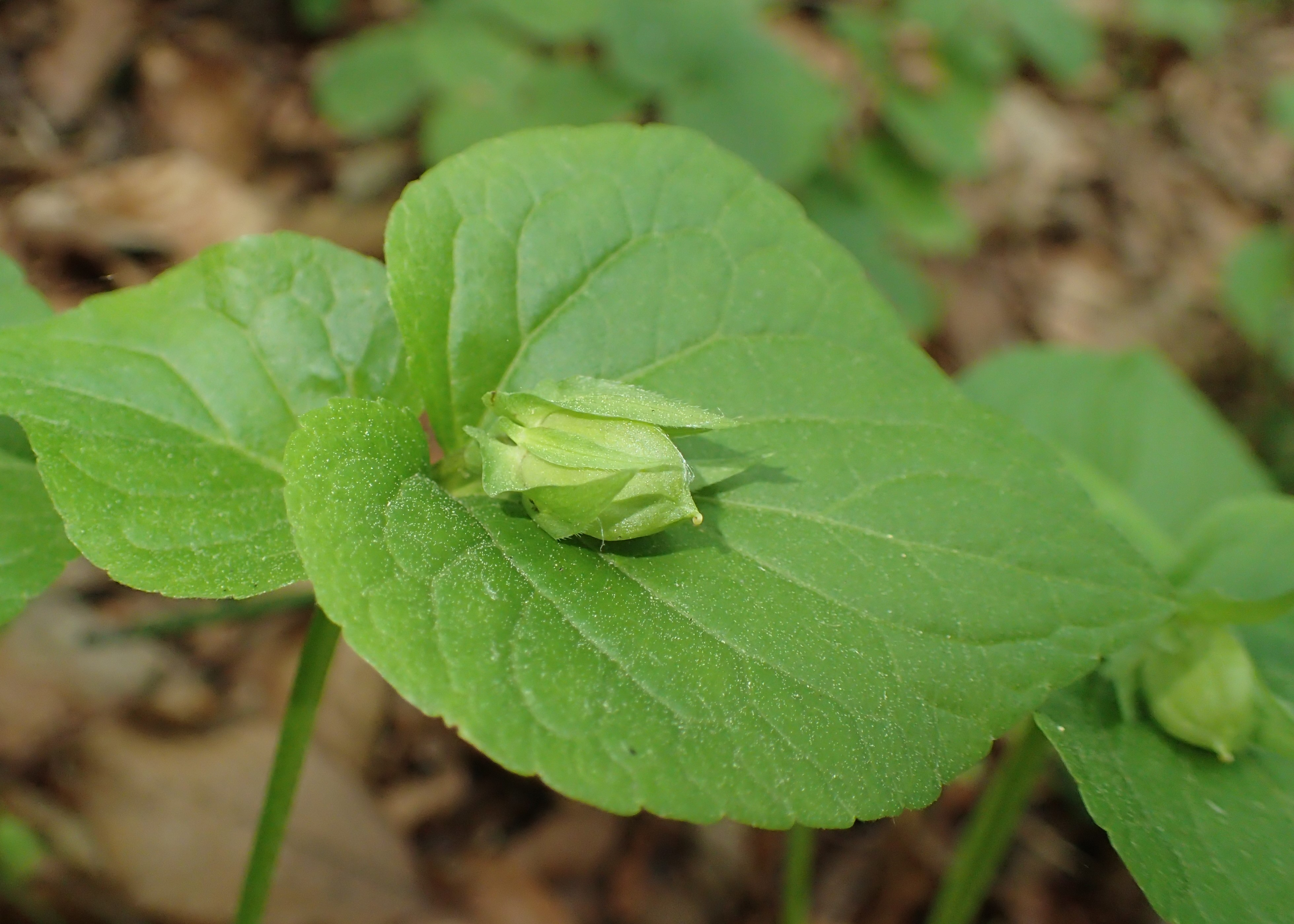
Owoc

## Biologia, ekologia
Bylina, hemikryptofit. Kwitnie od kwietnia do maja. Siedlisko: Lasy, zarośla.

## Zmienność
Tworzy mieszańce z fiołkiem leśnym, f. Rivina, f. skalnym.